# They Might Be Giants (album)
Pour le groupe, voir They Might Be Giants.
Albums de They Might Be Giants
Lincoln
(1988)
They might be giants est l'album pop rock du groupe They Might Be Giants sorti le 4 novembre 1986.
Il s'agit du tout premier album de ce groupe.

## Chansons
- 1. Everything right is wrong again – 2 min 20 s
- 2. Put your hand inside the puppet head – 2 min 12 s
- 3. Number three – 1 min 27 s
- 4. Don't let's start – 2 min 36 s
- 5. Hide away folk family – 3 min 21 s
- 6. 32 footsteps – 1 min 36 s
- 7. Toddler hiway – 25 s
- 8. Rabid child – 1 min 31 s
- 9. Nothing's gonna change my clothes – 1 min 58 s
- 10. (She was a) Hotel detective – 2 min 10 s
- 11. She's an angel – 2 min 37 s
- 12. Youth culture killed my dog – 2 min 51 s
- 13. Boat of car – 1 min 15 s
- 14. Absolutely Bill's mood – 2 min 38 s
- 15. Chess piece face – 1 min 21 s
- 16. I hope that I get old before I die – 1 min 58 s
- 17. Alienation's for the rich – 2 min 25 s
- 18. The day – 1 min 27 s
- 19. Rhythm section want ad – 2 min 21 s

## Singles
- Put your hand inside the puppet head (1986)
- Don't let's start (1986)
- (She was a) Hotel detective (1987)

## Membres
- John Flansburgh : chant, guitare
- John Linnell : chant, clavier, accordéon, saxo

### Autres
- Margaret Seiler : chœur sur Boat of car'
- Eugene Chadbourne : guitare sur Absolutely Bill's mood